# Angerville, Essonne
Angerville là một xã ở tỉnh Essonne thuộc vùng Île-de-France miền bắc nước Pháp.
Theo điều tra dân số năm 1999, dân số xã này là 3.265 người. Ước tính dân số năm 2006 là 3.384.
Người dân tại đây trong tiếng Pháp là Angervillois.